# MAXDATA

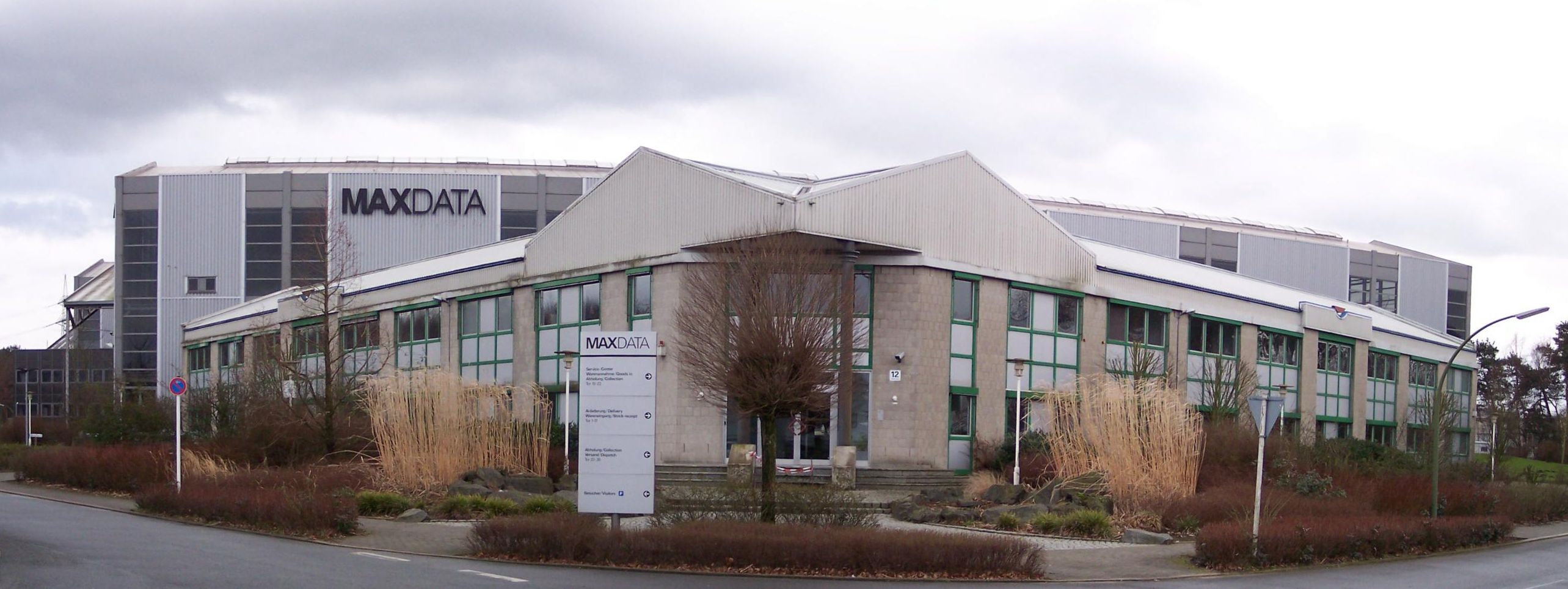
Maxdata in Marl

MAXDATA était un producteur de matériel informatique européen. L'entreprise a été fondée en 1987 par Holger Lampatz et comptait environ 1 000 salariés en 2007, dont une partie était employée au siège de l'entreprise à Marl en Allemagne. Le second site le plus important était celui de l'usine située à Würselen.
En 2008, MAXDATA déposait le bilan[réf. nécessaire]. 

## Produits
L'entreprise produit des ordinateurs portables, des écrans (Belinea), des PC et des serveurs. MAXDATA a développé, depuis 1995, 9 filiales propres. 
La particularité de MAXDATA a été en 1998 exactement, de racheter un site de production qui appartenait au constructeur Vobis. Entièrement modernisé, ce site a été conçu dès le départ pour produire en mode BTO, de la même façon que l'américain DELL, c'est-à-dire en proposant des configurations personnalisées. La différence résidant dans le mode de distribution. MAXDATA a développé une stratégie 100 % indirecte en s'appuyant sur un réseau de 10 000 partenaires revendeurs à travers l'Europe.

Principalement destinés aux marchés professionnels, les produits MAXDATA ne demandent ainsi aux revendeurs qu'un minimum d'investissement. Il leur suffit d'utiliser le configurateur en ligne qui leur est réservé et, via internet, ils entrent les commandes de leurs clients finaux. Des commandes qui sont traitées via SAP et déclenchées en production, à Aix-la-Chapelle.

La marque assemble également des séries appelées « Select » qui sont préconfigurées et permettent de raccourcir les délais moyens qui habituellement sont de l'ordre de 10 jours à 48 h. L'entreprise MAXDATA vendra aussi ces ordinateurs aux établissements scolaires, ces produits les plus répandus sont les MAXDATA favorit 300.

## Historique
1987 - Fondation de l'entreprise sous le nom de Maxdata Computer GmbH.
2008 - Dépôt de bilan. Rachat de la marque MAXDATA par le constructeur taïwanais QUANMAX, premier OEM mondial.